# Charitopus bambeyi
Charitopus bambeyi är en stekelart som beskrevs av Jean Risbec 1951. Charitopus bambeyi ingår i släktet Charitopus och familjen sköldlussteklar.
Artens utbredningsområde är Senegal. Inga underarter finns listade i Catalogue of Life.